# Кадастър
Када̀стърът по начало е опис, регистър на поземлените имоти в дадена страна. С течение на историческото му развитие той включва и мащабно изображение на имотите с границите им под формата на кадастрална карта или кадастрални планове с имената (кадастралните идентификатори) на отделните имоти. Заедно с кадастралната карта (кадастралните планове) се създава регистърът с данни за имотите, за носителите на права върху имотите и основанията за собственост или други вещни права. В някои страни кадастърът съдържа и информация за стойността на имотите, която може да се използва при данъчното облагане. В редица страни, наред с кадастъра, който отразява местоположението и други характеристики на имотите, се поддържа поземлен регистър, съдържащ за всеки поземлен имот кадастралния идентификатор, данни за субектите – носители на вещни права и видовете права или данни за актовете, които ги учредяват. Освен поземлените имоти, в кадастъра вече започват да се включват и други недвижими имоти, а поземлената регистрация прераства в по-широкообхватна имотна регистрация. Съвременна тенденция в развитието на кадастралните системи и системите за поземлена (имотна) регистрация е обединяването на данните в една информационна система, както и разширяване на обхвата от данни с цел да се характеризира по-пълно правното състояние на всеки обект на кадастъра – да е възможно определянето както на частните права, така и на публични права и ограничения (защитени и нарушени територии, територии с конкретно предназначение и др.). Много често, впрочем, неправилно се наричат „кадастрални“ всички планове и карти и свързаните с тях информационни системи, в които се отразяват данни за техническа инфраструктура, земни ресурси, екология, природни явления и др. Специфичното за кадастралната дейност и продукт е, че се документира местоположението, правата и ограниченията върху обектите на собственост.

## История
Понятието „кадастър“ винаги и навсякъде е било свързано със собствеността върху земята и начина на ползването ѝ. Историята му е тясно свързана с икономическата история на народите. Развитието на кадастъра е съпътствало възходящото икономическо развитие на обществото.
От най-далечни времена до 19 век включително кадастърът е изключително данъчен. Свързан е с удържането на данък върху обогатяването чрез притежание на земя. За определянето на размера на данъка е било нужно да се познава площта, вида и стойността на имотите и следователно да се създаде описателна и оценителна ведомост на земите. Във връзка с прехвърлянето и разделянето на земя е било необходимо да се познават границите на поземлените участъци.
Понятието „кадастър“ не е било винаги и навсякъде свързвано с наличието и на графично изображение на поземлените участъци. В исторически план терминът носи преди всичко представата за регистър, опис на поземлените имоти.

### Произход на думата „кадастър“
Произходът на думата „кадастър“ е неясен.
Според френски източници, той идва от латинския термин capidastra, с който в древния Рим са означавани регистрите, съдържащи описа на имотите с указание за собствениците им.
Според други източници, думата „кадастър“ произхожда от гръцкия термин κατὰ στίχον (katastikhon), насочващ към списък на каменните знаци за отбелязване на поземлените участъци или към плочите от шистова скала̀, върху които са нанасяни данни.

### Древност и античност
Най-старите писмени източници за регистрирането или описването на поземлена собственост са от Месопотамия и Египет.
Един от тях е така нареченият текст поземлен регистър на Ур-Наму. Този поземлен регистър описва четири провинции северно от град Нипур, като дава точни граници и завършва при всеки случай с изявлението „Цар Ур-Наму потвърди областта на бога ХХ за бога ХХ“.
В древния Египет съществуват доказателства за документиране на земята за данъчно облагане и други вземания в полза на държавата. Почти 3000 г. пр.н.е. се споменава за такива регистри, пазени в царската регистратура. Регистрите частично са се основавали на измервания на земята. В някои гробници са открити стенописи, изобразяващи земемери по време на работа. Освен за данъчни цели, измерванията на поземлените участъци са били ползвани за възстановяване и ново означаване на границите им след опустошенията при честите разливания на река Нил.
В Северна Италия е открит план с дължина около 4 м, гравиран върху повърхността на скала. На него с линии са изобразени рекички, пътища, напоителни канали, с окръжности с точка в средата са изобразени кладенци, а с правоъгълни и други очертания – вероятно обработваеми полета. Изображението се датира между 1600 г. и 1400 г. пр.н.е.
Въвеждането на кадастъра в древния Рим се свързва със Сервий Тулий (578 – 534 г. пр.н.е.), на когото се приписва Сервиевата конституция, подразделила гражданите на пет класи според благосъстоянието им. Извършва се преброяване (Census) на всеки 5 години, което играе ключова роля в управлението на Римската империя поради съставянето на регистър на гражданите и тяхната собственост и използването му за определяне на данъците. По-късно, при императорите Юлий Цезар (100 – 44 г. пр.н.е.) и Октавиан Август (63 – 14 г. пр.н.е.) кадастърът се усъвършенства. Поземлените имоти са измервани от агримензори – държавни земемери, оценявани са според качествата на почвата и плодородието ѝ и въз основа на получените данни е определян съответния данък.
При Диоклециан (284 – 305 г.) е извършено интензивно измерване на земите и регистриране. Оценяването е извършено чрез сравняване с предварително избрани типични парцели.

### Средновековие и съвременност
През 1086 г. в Англия по заповед на Уилям Завоевателя е бил създаден регистър на земята „Domesday Book“. Domesday Book посочва имената на собствениците на земя, площта, владеенето, както и използването на орната земя, ливадите, пасбищата и горите, голям брой наематели, както и количеството и типа на добитъка. Регистърът не е бил придружен от карта.
От XIII век в сегашните австрийски и германски земи е имало управници, които са оценявали по списъци („Urbare“) дохода си.
В някои градове през средновековието обикновено са документирани договорите за недвижими имоти под формата на хронологично подредени списъци.
Австрийският кадастър води началото си от 1654 г., когато е създаден за данъчно облагане на селското население кадастър с основна кадастрална единица отделно село. Измерванията са извършени с примитивни технически средства, а също и на крачки. През 1706 г. е създаден кадастър, който обхваща само имотите на дворяните с основна кадастрална единица отделно дворянско имение, а от 1740 г. – и отделните имения на църквите и манастирите. През 1748 г. двата кадастъра са обединени. През 1718 г. в Миланското херцогство за първи път са въведени системни и точни кадастрални измервания и оценка на земите. Създадена е кадастрална карта по общини върху геодезическа основа, а оценката на земите става по бонитетни класове и чистия доход от отделните култури. Миланският кадастър влиза в сила от 1760 г. През 1785 г. е създаден парцелен кадастър. За първи път твърде голямата данъчна единица – землище или имение, е заменена с по-малка – отделният парцел (поземлен имот), и се въвеждат номера за посочване на парцелите. През периода 1817 – 1861 г. се създава и въвежда австрийският стабилен кадастър. През 1969 г. е въведен кадастър на границите, основан на прецизни геодезически измервания на целия парцел и писмено съгласие на всички съседни собственици относно границите му. От осемдесетте години на 20 век е въведена цифрова база данни, обединяваща информацията от поземлените книги и кадастъра в цифров формат. От деветдесетте години на XX век базата данни е достъпна чрез Интернет.
Във Франция има разпоредби и откъслечни опити за създаване на кадастър още от 15 век (Шарл VIII). Последователните усилията в тази насока от края на 18 век довеждат до поставяне начало през 1807 г. на работите по Наполеоновия парцелен кадастър. Той се създава чрез технически и организационно регламентирани и систематично провеждани геодезически измервания и е завършен през 1850 г. Тъй като кадастърът е данъчен, въпреки наличието на уникална за всяка община идентификация на парцелите, те са подреждани групирано към името на собственика им. Наполеоновият кадастър не е поддържан и постепенно е изгубил актуалност. През XX век наличният кадастър е подложен на цялостно ревизиране, поправка, преработка и реорганизация, за да се стигне до съвременния френски кадастър, който продължава да бъде данъчен, с изключение на този на Елзас – Мозел. От 2008 г. кадастралните планове могат да бъдат преглеждани безвъзмездно в Интернет.
В Нидерландия по време на окупацията ѝ от Франция (1795 – 1813 г.) се прилагат френските закони и разпоредби, в резултат на което се въвежда нова единна система за поземлено данъчно облагане. По силата на Декрет на Наполеон от 1811 г. е започнато създаването на поземлен регистър по френските правила. След свалянето от власт на Наполеон и известна пауза работите са продължени като система за облагане на земята и строежите въз основа на данъчен кадастър, който цялостно покрива страната през 1838 г. През 1832 г. е създадена нидерландската Агенция по кадастър и поземлена регистрация, обединяваща – за разлика от повечето държави, двете дейности в една организация от 1839 г. Агенцията става финансово самостоятелна държавна организация през 1994 г., а през 2004 г. е обединена с топографската служба на Министерството на отбраната под името Агенция по кадастър, поземлен регистър и картографиране Архив на оригинала от 2012-10-11 в Wayback Machine.. Сега информацията на агенцията е в цифров вид и взаимоотношенията с потребителите се осъществяват чрез Интернет.
Кадастърът има своята вековна история и значимо съвременно развитие в още редица европейски страни – Германия, Швейцария, Италия, Унгария, Чехия, Швеция, Норвегия и много други. Сега всяка европейска страна развива кадастър с ясно виждане за неговото ключово място в системата от обществени отношения.
Всеки съвременен кадастър има единна и точна геодезическа основа и система за картографско представяне. Поземлените имоти имат уникален идентификационен код по регламентирана система за идентифициране.
Създадени с първоначална цел да осигурят основа за данъчното облагане на земята, кадастрите все повече еволюират към многоцелево приложение, станало възможно главно поради систематичното и изчерпателно заснемане на имотите по цели райони, все по-точно означаваните имотни граници, измервани с високоточни технически средства при стриктен технически регламент, цифровото представяне на графичните и текстовите данни, перфектното картографско изобразяване, както и автоматизацията. Съществен аргумент в тази насока е и постоянното поддържане на кадастрите в актуално състояние чрез задължително отразяване в тях на всяка промяна на кадастрален елемент.
С усъвършенстването на кадастъра е ставало все по-удобно и полезно да се ползва кадастралната карта от собствениците за идентифициране на парцелите при сделките със земя, а също и в нотариалните регистри. От края на 19 век някои държави с напълно изграден и системно поддържан кадастър преминават към реална (или поимотна) система на вписване на нотариалните актове, т.е. партидите да се водят не по дотогавашната персонална система, като се откриват на името на съответното лице и в тях се вписват актовете относно притежаваните от него вещни права върху недвижими имоти, а по реална система – всеки имот, отразен в кадастралната карта, да има самостоятелна партида, в която са описани всичките му характеристики.
Връзката между предназначения първоначално за данъчни цели кадастър и предназначения за създаване сигурност относно сделките със земя поземлен (имотен) регистър все повече нараства – както с оглед на създаването им, така и за ползването им. Вече става наложително наличието на единна информационна система за тях въз основа на уникалното идентифициране на имотите в кадастъра.
След публикуването в Официалния вестник на Европейския съюз на Директива 2007/2/EО на Европейския парламент и на Съвета от 14 март 2007 г. за създаване на инфраструктура за пространствена информация в Европейската общност (INSPIRE), кадастрите и съответните информационни системи на страните–членки трябва да се съобразяват със съответните нейни постановки.

## Кадастърът в България
Може да се предполага, че по времето на Римската империя, когато Мизия и Тракия са били римски провинции, и сегашни български земи са били обект на кадастър. Смята се, че в изпълнение на поредно преброяване (Census) са установени и маркирани с каменни знаци землищните граници на селата в Тракия. Предположението се прави въз основа на два еднообразни надписа в пловдивските села Строево и Калояново и един надпис в старозагорското село Оризово.
Предполага се по косвени данни, че при османското нашествие е заварено наличие на практика в българските земи да бъдат описвани имотите с данъчна цел. След всяко ново завоевание на Османската империя бил съставян от опитни служители първият за завладяната територия подробен регистър като списък на главите на семействата и неженените във всяка населена единица, които притежават или не притежават имоти, с подробно описание на различните такси, изплащани от тях на империята. В завоюваните български земи направата на такива списъци е била възлагана и на местни хора, а това едва ли би могло да се случи, ако те не са имали необходимия опит от такава дейност за дотогавашните български владетели.
Необходимостта от кадастър на земята е взета предвид веднага след Освобождението на България от османско владичество. В Органическия устав на Източна Румелия (14 април 1879 г.) в глава 14 – „Устройство на поземлената собственост“ в чл. 484 се споменават предстоящи „четири законопроекта за поземлената собственост“, а в чл. 485 се казва: „Първият от тези законопроекти трябва да е насочен да се направи опис (кадастър) на поземлените имоти, които има в областта“.
През 1880 г. Областното събрание е одобрило Закон за кадастъра на Източна Румелия, който представлява главно указания за въвеждане на поземлени книги.
В последвалия около 20-годишен период са направени три неуспешни опита да се въведе поземлен кадастър в страната. Обстоятелствата, които в един или друг случай са препятствали успеха на начинанието, са приблизително следните:
– неопределеното състояние на собствеността в следосвобожденската епоха и във връзка с това даването на приоритет пред кадастъра на разграничаването на държавните земи и пасища от частните поземлени имоти;
– бурните политически събития в страната – Съединението, Сръбско-българската война, абдикацията на княз Александър I Батенберг през 1886 г., бунтовете през 1887 г. и др.;
– недостигът на бюджетни средства;
– недостигът на компетентни специалисти по кадастър в онази епоха, както и
– недостатъчното разбиране на проблематиката от страна на властимащите.
При неуспеха на идеята да се въведе поземлен кадастър в страната, през периода 1903 – 1904 г. правителството предприема измерване и скициране на полските имоти в България по общини – по най-прости и евтини методи за измерване. Въз основа на това незадоволително по качество, но първо цялостно измерване са въведени общинските емлячни книги.

### Закон за кадастъра от 1908 г.
През 1907 г. по разпореждане на министъра на финансите е подготвен проект на Закон за кадастъра, който е приет от Народното събрание през декември същата година и е обнародван в ДВ, бр. 8 от 11.01.1908 г.
Според Закона за кадастъра от 1908 г., кадастърът има за цел физическото и юридическото определяне на недвижимия имот. Кадастърът се извършва по такъв начин, че да служи за правилно разпределяне на поземления данък, за въвеждане на поземлените книги и за работи, свързани с планиметрията и алтиметрията на страната. За извършване на кадастралното измерване, изработване на кадастрални планове и книги, както и за поддържането на кадастъра, при Министерството на финансите се открива особено кадастрално управление. Преди началото на кадастралните измервания границите на всички недвижими имоти – държавни, общински и частни, трябва да се констатират, възстановят или определят, както и да се фиксират със знаци, каквито определи кадастралното управление. Знаците се доставят и поставят от собствениците на имотите. За разграничаването на недвижимите имоти се съставят специални комисии. Кадастралното измерване трябва да се базира върху специална тригонометрична мрежа, точно изчислена и математически изравнена и свързана с тази на съседните държави. Кадастралното измерване се извършва от управлението на кадастъра, със свой персонал, според особените правилници, издадени от Министерството на финансите. С напредването на кадастралните операции във всяка околия се създава служба за пазене и поддържане на кадастъра. След като се състави кадастрален план, всички сделки и съдебни актове, които имат за последствие промяна във вещните права, трябва да съдържат кадастралното указание за имота. Предвижда се всички разноски по кадастъра да се изплащат от особен фонд, наречен кадастрален, който се управлява от Министерството на финансите. За образуването му собствениците на всички имоти в един окръг, които подлежат на кадастриране, плащат всичко от една до 5 стотинки годишно на декар в продължение на 15 години. За подпомагане на фонда държавата внася от 1909 г. ежегодно по 500 000 лева.
Законът за кадастъра от 1908 г. всъщност предвижда кадастрални измервания на землищата на градовете и селата, а по тогавашното разбиране на този термин, землище е територията около населеното място, върху която се простират правата и административната власт на селището. Не е ясно дали и доколко той включва в обхвата на кадастъра територията на самите населени места, чието заснемане се урежда в Закона за благоустройството, но в своя чл. 14 все пак предвижда възможността за по-нататъшно свързване на резултатите от едните и другите измервания.
Този закон остава неприложен, главно поради липсата на парични средства. Отменен е със Закона за кадастър и комасация през 1941 г.
През 1909 г. Министерството на търговията и земеделието е внесло в Народното събрание разширен законопроект за кадастъра на недвижимите имоти, който е минал само на първо четене.
С изтичането на 1909 г. работите във връзка с кадастъра на България се прекратяват поради Балканската война, Междусъюзническата война и Първата световна война.

### Закон за кадастър и комасация
След около 20-годишния период, последвал края на Първата световна война, през който не са извършвани съществени действия за законово уреждане на кадастъра, през 1941 г. Народното събрание приема внесения от министъра на земеделието и държавните имоти проект на Закон за кадастър и комасация. Законът е обнародван в ДВ, бр. 127 от 13 юни 1941 г.
Според Закона за кадастър и комасация, кадастърът е геометрическо изобразяване, вписване в списък и описание на недвижимите имоти и се провежда задължително в цялата страна. Той е дейност, извършвана от Министерството на земеделието и държавните имоти за землищата, т.е. за територията около населените места, и от Министерството на обществените сгради, пътищата и благоустройството – за самите населени места.
При кадастъра се установяват видът, местоположението, границите, големината и собственикът на недвижимите имоти, чрез изработване на кадастрален план с хоризонтали и съставяне на необходимите книжа.
Според чл. 5 на закона, кадастърът служи за провеждане на комасацията и кооперативно стопанисване на земите, оправяне границите на парцелите и землищата, подобряване полските пътища, провеждане полски благоустройствени работи, отводняване, напояване и коригиране на текущи води, прокарване на пътища и ж. п. линии, летища и др., издирване на присвоени обществени земи, установяване пустеещи земи, изработване на горски стопански планове, запазване на минни периметри, благоустройство на населените места, статистически и други научни изследвания, съставяне на поземлени книги, топографски цели и други държавни или обществени нужди.
„Парцел“ според този закон е част от земната повърхнина, отделена чрез трайни, видими граници или различаваща се по начин на използване. В кадастралния план всеки парцел носи отделен номер.
Кадастърът се провежда по кадастрални обекти. Кадастрален обект е землището на всяко населено място, или самото населено място. Участници в кадастъра са всички собственици на имоти, включващи се в кадастралния обект. Те застъпват лично интересите си пред кадастралната власт.
Извършването на кадастъра обхваща определяне на кадастралния обект, кадастрално измерване, изработване на кадастрален план и съставяне на кадастрални книжа. Кадастралният план се изработва и кадастралните книжа се съставят въз основа на кадастралното измерване. Кадастрални книжа за кадастралния обект са парцелният списък, съдържащ поредните номера на парцелите от кадастралния план, имената на собствениците на парцелите и площите, и имотната ведомост, съставена по азбучен ред на собствените имена на собствениците.
Кадастралното измерване има за основа държавната триангулация и нивелация, развити от Държавния географски институт и се извършва по нормите на Централния съвет по измерванията.
Кадастралният план и имотната ведомост се излагат в населеното място за преглед и проучване от участниците в кадастъра, които могат да ги обжалват пред кадастралната комисия. Промените, направени с решенията на кадастралната комисия, се нанасят в кадастралния план и имотната ведомост, след което последните се излагат наново пред заинтересуваните. Недоволните от решенията на кадастралната комисия могат да подадат жалби до главната съдебно-кадастрална комисия. Решенията на тази комисията са окончателни и не подлежат на обжалване. Кадастърът влиза в законна сила от деня на одобряването му, което се обявява в „Държавен вестник“ за сведение. Границите на имотите, установени с влезлия в законна сила кадастър, са окончателни и не могат да се оспорват и по съдебен ред. Технически грешки, открити след влизането на кадастъра в законна сила, се поправят служебно.
Собствениците на имоти по влезлия в законна сила кадастър се снабдяват с нотариални актове за собственост от съответните нотариуси, въз основа на удостоверение и скица, издадени от службата за кадастъра. Кадастърът е публичен. Всеки има право на справки по плановете и книжата на същия и да иска издаване на скици и удостоверения относно земите, включени в кадастралния обект.
Службата за кадастъра пази оригиналните кадастрални планове и книжа. Кадастърът трябва да се поддържа, като в него се отбелязват всички промени, станали с имотите. Влезлият в законна сила комасационен план е кадастрален план. Същият заедно с всички книжа по комасацията се предава на службата за кадастъра, за пазене и поддържане.
Всички актове, които се извършват или се засвидетелствуват по нотариален ред и с които се прехвърля и признава собственост или установява тежести и права върху недвижимите имоти в землището на населеното място, се придружават от скица за имота, издадена безплатно от общината, и се представят на нотариуса в един екземпляр (брой) в повече. Този брой, за който не се събират никакви такси, мита, берѝи, герб и др., съответно заверен от нотариуса, се препраща служебно на общината същия ден на извършването или засвидетелствуването му.
По същество, Законът за кадастър и комасация има приоритетна цел ускореното извършване на комасация, т.е. – съгласно чл. 34, събиране на полските имоти на отделните собственици на едно или повече места, за да бъдат създадени условия за по-доброто им стопанисване и за благоустрояване на землищата. Подробната разработка в закона на материята относно кадастъра е направена с оглед на тази приоритетна цел, поради основното значение, което актуалната кадастрална информация има за осъществяването на комасацията като особено важно за държавата стопанско мероприятие, извършвано впрочем в много европейски страни системно и последователно в продължение на стотици години, включително и сега.
По Закона за кадастър и комасация е извършен общо за страната кадастър на землищата на около 700 села с обща площ около 15 милиона декара. В това число влизат 417 села при обща площ почти 5 милиона декара с наследена комасация след присъединяването на Южна Добруджа към България.
Законът за кадастър и комасация е отменен по силата на Закона за отменяване на всички закони, издадени преди 9.09.1944 г. (обн. в Известия на Президиума на Народното събрание, бр. 93 от 20 ноември 1951 г.).

### Кадастърът според устройствените закони
В периода от 1950 г. до влизането в сила от 1 януари 1980 г. на Закона за единния кадастър на Народна република България, кадастралната материя се урежда от Закона за планово изграждане на населените места и заменилия го Закон за териториално и селищно устройство.
Законът за планово изграждане на населените места, обнародван в ДВ, бр. 227 от 1 октомври 1949 г. – при действието на неотменения тогава все още Закон за кадастър и комасация, определя в своя чл. 4 мястото на кадастъра под формата на кадастрални планове само в рамките на плановото изграждане на населените места. В чл. 79 законът разпорежда да не се прилага за кадастралните планове в строителните граници на населените места редът за извършване и одобряване на кадастъра по Закона за кадастър и комасация, но самият той не определя съответен ред.
Правилникът за приложение на Закона за планово изграждане на населените места посочва кадастралните планове като част от задължителната основа на градоустройственото планиране. Като неразделна част от кадастралния план се предвижда имотна ведомост, съставена въз основа на данните за собствеността на недвижимите имоти. Определя се ред за приемането на кадастралните планове, но не се предвижда те да бъдат самостоятелно одобрявани. Проектите за нотариални и други актове, с които се прехвърлят, учредяват или признават вещни права върху урегулираните и неурегулираните недвижими имоти в общината се придружават задължително от скица – копие от регулационния, съответно кадастралния план.
След отменяването през 1951 г. на Закона за кадастър и комасация отпада законовото задължение за извършване кадастър на извънселищните територии.
През последвалия период до 1969 г., въпреки наличието на термина „кадастър“, на оперативно ниво доминира понятието „топографо-геодезически план“ или само „геодезически план“ – например в „Инструкция за изработване на топографо-геодезически планове на населени места“, издадена през 1954 г. от тогавашното Главно управление по геодезия и картография (ГУГК). В тези планове кадастралният елемент присъства между другото, в акцентираната широкообхватност на геодезическото и топографското съдържание, включващо освен границите и оградите още и промишлени и комунални съоръжения, железопътни линии и съоръжения, пътища и пътеки, хидрография и хидрографски съоръжения, мостове и бродове, растителна и почвена покривка, релеф на земната повърхност и други данни. Те са предназначени да служат преди всичко за основа на проектирането на градоустройствени и регулационни планове, строителството и благоустройството на населените места.
Това положение не се променя по същество и от издадената през 1969 г. от ГУГК „Инструкция за изработване на кадастрални планове на населени места“ – въпреки промененото наименование на плановете.
Законът за териториално и селищно устройство, обнародван в ДВ, бр. 29 от 1973 г., който отменя Закона за планово изграждане на населените места, не съдържа разпоредби относно изработването на кадастрални планове. Съответната материя е уредена в глава втора на Правилника за прилагане на Закона за териториално и селищно устройство. Кадастралният план на населеното място отразява местоположението, границите, размера и други характеристики на недвижимите имоти, сградите, съоръженията, трайните насаждения и други в тях с данни за вида и предназначението им, както и за релефа на терена. Дотогавашната имотна ведомост е заменена от разписен списък с данни за собствеността на недвижимите имоти, като неразделна част от кадастралния план на населеното място. Когато кадастралният план не е одобрен до изработването на застроителния и регулационния план, той се обявява, разглежда и одобрява от органите при условията и по реда, предвидени за застроителния и регулационния план. Предвидено е кадастралните планове да се попълват и поддържат, за да се осигури пълна и точна техническа документация за проучвателни, проектни и строителни работи и за други народностопански нужди.
Правилникът урежда и изработването на кадастрални планове на подземните проводи, съоръжения и строежи.
Със Закона за териториално и селищно устройство е затвърдено предназначението на кадастралните планове като основа за териториалноустройственото планиране, при това само по отношение на населените места.

### Закон за единния кадастър на Народна република България
През 1972 г. Министерският съвет приема решение за разработване на законопроект за кадастър на Народна република България. В изпълнение на това решение започва изграждане на ведомствени кадастри за поземления фонд – към Министерството на земеделието и хранителната промишленост, и за горския фонд и водните ресурси – към Министерството на горите и опазване на природната среда, с идеята впоследствие към тях да се присъедини информация за населените места, строителния фонд, природните богатства, демографията и качеството на природната среда и да се създаде Единен кадастър като система за комплексна информация за състоянието на територията.
Министерството на строежите и архитектурата организира чрез Главното управление по геодезия и картография разработването на Основни положения за създаване на Единен кадастър на Народна република България. Основните положения са приети от Оперативното бюро на Държавния съвет с Протокол № 28 от 3 ноември 1975 г. и въз основа на този документ е подготвен законопроектът.
Законът за единния кадастър на Народна република България е приет от Седмото народно събрание на десетата му сесия, второ заседание, състояло се на 27 април 1979 г., обнародван е в ДВ, бр. 35 от 4 май 1979 г. и е в сила от 1 януари 1980 г.
Правилникът за прилагане на Закона за единния кадастър на Народна република България, приет от Министерския съвет, е обнародван в ДВ, бр. 74 от 23 септември 1983 г.
Според чл. 1 от закона, единният кадастър е предназначен да осигурява данни за територията на страната с природните ѝ ресурси и подземните и надземните недвижими материални ценности. Данните на единния кадастър служат за нуждите на социалното управление, за обществено-икономическото планиране, за териториалното и селищното устройство, включително и за опазване и възпроизводство на природната среда.
Данните, предмет на единния кадастър, се отразяват върху кадастрални планове, карти, фотосхеми, книжа, графични, азбучно-цифрови и други материали.
Единният кадастър включва централен кадастър, териториални кадастри и ведомствени кадастри. Централният кадастър съдържа обобщени данни за обектите на цялата територия на страната. Териториалните кадастри съдържат данни за обектите на административно-териториалните единици (окръзите). Ведомствените кадастри съдържат данни за определени обекти от територията на страната, свързани с дейността на съответните министерства и други ведомства.
Според чл. 4 от закона, в единния кадастър се регистрират данни за следните видове територии и обекти:

1. териториите, които са:
а) предназначени за нуждите на селското стопанство;
б) предназначени за нуждите на горското стопанство;
в) заети от населени места;
г) заети от водни течения и водни площи;
д) предназначени за добив на полезни изкопаеми;
е) предназначени за нуждите на транспорта;
ж) заети с естествени и изкуствени ресурси за възстановителни мероприятия, като паркове, курорти, места за отдих и др.;
з) заети от скали и пясъци;
и) заети от индустриални и миннодобивни отпадъци.
2. териториалното море и българския континентален шелф;
3. сградите в селищните и извънселищните територии;
4. природните богатства в земните недра;
5. подземните и надземните проводи и съоръжения;
6. въздушното пространство над територията на страната.
Съдържанието на единния кадастър в съответствие с видовете територии и обекти по чл. 4 от закона е посочено подробно в правилника за прилагането му.
Правилникът за прилагане на закона предвижда данните за територията на страната да се събират, характеризират и оценяват по основни кадастрални единици. Основна кадастрална единица е част от територията с граници, определени според предназначението и ползването ѝ, която се означава върху плана или картата със самостоятелен номер. Предвидено е създаване и ползване на Единен класификатор за кадастралните единици на територията на Народна република България.
Съгласно чл. 6 от закона, обектите по чл. 4 се регистрират в единния кадастър с основни характеристики и оценки на специфичните им особености съобразно тяхната стопанско-производствена, териториално-устройствена, строителна или друга функция. Основните характеристики и оценки включват: вид, местоположение, граници, количество, предназначение, качествена и стойностна оценка, гражданско-правен и административно-правен статут и др.
Единният кадастър осигурява информация за държавните граници, за административните граници на окръзите, общините, районите и кметствата; за границите на населените места и на кадастралните единици на обектите по чл. 4; за собствеността на недвижимите имоти и другите вещни права върху тях.
Въз основа на законова разпоредба, правилникът предвижда Централният кадастър да съставя периодични баланси за територията и обектите по чл. 4 от закона по определени показатели.
Към Комитета по архитектура и благоустройство (от 1982 г. – Към Министерството на строителството и архитектурата) се организира информационна система за единния кадастър (ИСЕК), която обработва данните от централния, териториалните и ведомствените кадастри. Информационната система предоставя на министерствата, другите ведомства, стопанските, кооперативните и обществените организации и на гражданите данни, съдържащи се в единния кадастър.
Плановете, картите, книжата и другите материали на единния кадастър се изработват в съответствие с административно-териториалното деление на страната по програма на Комитета по архитектура и благоустройство: за централния кадастър – от службите по кадастъра към Комитета по архитектура и благоустройство; за териториалните кадастри – от службите по кадастъра към окръжните народни съвети; за ведомствените кадастри – от службите на съответните ведомства. Правилникът наименува изпълнителните органи по единния кадастър Централен кадастър, териториални кадастри и ведомствени кадастри и определя функциите на всеки от трите.
Плановете и картите се одобряват за централния кадастър от Министерския съвет, а за териториалните и ведомствените кадастри – от председателя на Комитета по архитектура и благоустройство.
Правилникът за прилагане на закона предвижда видът, мащабите и съдържанието на плановете и картите и писмената документация към тях, както и редът, начинът и техническите изисквания за изработването и оформянето им да се определят с наредби и инструкции, одобрени от министъра на строителството и архитектурата. Посочва се редът за идентифициране и документиране на всички видове граници и за решаване на спорове по идентифицирането им.
В правилника е регламентирано съставянето и воденето на регистър на единния кадастър за териториите и обектите по чл. 4 от закона, който съдържа: граници и площи (застроена и незастроена); сгради и съоръжения, означени по вид и предназначение, застроена площ, етажност, конструкция и др.; собственост и други вещни права с обозначение на документа, с който се установяват тези права; стопанско предназначение. Уточнени са данните от регистъра, които задължително се отразяват в актовете и договорите, с които се учредяват, видоизменят, прехвърлят и прекратяват собственост и други вещни права. Вписванията в регистъра са доказателство за обстоятелствата, за които се отнасят, до доказване на противното.
Законът разпорежда плановете и картите да се одобряват за централния кадастър от Министерския съвет, а за териториалните и ведомствените кадастри – от председателя на Комитета по архитектура и благоустройство. Редът по одобряването е подробно разработен в правилника. Там е предвидено споровете по кадастралните планове, карти и писмената документация на единния кадастър, свързани с имуществени права върху недвижими имоти, да бъдат решавани по съдебен ред.
Законът предвижда органите по кадастъра да отразяват своевременно в плановете, картите, книжата и другите материали на единния кадастър промените в данните и периодично да обновяват материалите. Държавните органи, организациите и гражданите са задължени да уведомяват за настъпилите промени и да предоставят съответна документация. Редът по поддържането на единния кадастър е подробно уреден в правилника.
Законът задължава нотариалните служби (от 1997 г. – службите по вписванията), службите при народните съвети и ведомствата да изпращат на службите по териториалния кадастър препис от всеки нотариален акт, договор или друг акт, с който се прехвърля право на собственост или се учредява, прехвърля, изменя или прекратява друго вещно право върху недвижим имот, в едномесечен срок от деня на вписването им, съответно от деня на издаването им. Съдилищата са задължени да изпращат на службите по териториалния кадастър препис от съдебния акт, с който се прехвърля право на собственост или се учредява, прехвърля, изменя или прекратява друго вещно право върху недвижим имот, в едномесечен срок от влизането му в сила.
Съгласно закона, дейността по изработване, поддържане и използване на единния кадастър се ръководи и контролира от Комитета по архитектура и благоустройство. Службите на окръжните народни съвети по изработването, поддържането и използването на териториалните кадастри са подчинени и на Комитета по архитектура и благоустройство.
Дирекция „Централен кадастър“ е образувана от 1 януари 1982 г. с Разпореждане № 48 на Министерския съвет от септември 1981 г., като инженерингова организация. Постепенно през същата и следващите години са създадени и СП „Териториален кадастър“ в окръжните градове. Главната цел на извършваните дейности от СП „Териториален кадастър“ е създаването на ИСЕК за територията на съответния окръг.
За създаването на единния кадастър са изразходвани през 80-те години на 20 век – по неофициални данни, почти 100 милиона лева от държавния бюджет, като е създадена и структурирана по правилата на съответните подзаконови нормативни актове огромно (но недостатъчно за цялостното изпълнение на задачата по закона) количество информация за територията на страната. Голяма част от тази информация е използвана през следващото десетилетие във връзка с дейностите по възстановяване правото на собственост върху земеделските земи. Особено трябва да се отбележи при това фундаменталното значение на определените по реда на Закона за единния кадастър на Народна република България землищни граници.
Законът за единния кадастър на Народна република България е отменен с § 8 от Преходните и заключителни разпоредби на Закона за кадастъра и имотния регистър.

### Възстановяване на собствеността
Законът за собствеността и ползването на земеделските земи е първият от поредица реституционни закони. Той е приет от Великото народно събрание на 22 февруари 1991 г. и е обнародван в ДВ, бр. 17 от 1 март 1991 г.
По силата на този закон се възстановява правото на собственост върху земеделски имоти, отнети в периода след 1944 г. Неговото прилагане, както и – в по-малка степен, прилагането на Закона за възстановяване на собствеността върху горите и земите от горския фонд, обнародван в ДВ, бр. 110 от 25 ноември 1997 г., поражда до края на 90-те години на 20 век, а и няколко години след това, огромно количество поземлени имоти, върху които е възстановено правото на собственост и които не са фигурирали върху актуалните до онзи момент карти и планове на извънселищната територия, а някои от тях – в тези на селищната територия.
В процедурите по възстановяване са създадени практически за цялата извънселищна територия на страната планове за земеразделяне и карти на имотите в съществуващи или възстановими на терена стари реални граници – съответно с регистри към тях. Те съдържат – също така огромно количество, кадастрални по характера си данни за тези имоти. Плановете, картите и регистрите са създадени, ползвани и поддържани в цифров вид чрез специализиран софтуер. От съдържанието на тези планове и карти впоследствие е създаден в цифров вид единен графичен продукт, наречен карта на възстановената собственост (КВС) за земеделските и горските територии с регистри към нея.
При съвместяването на споменатите планове и карти с кадастралните планове на населените места обаче се установяват разминавания на имоти в едните и другите в зоните около строителните граници на населените места, които по-късно се оказват почти повсеместни. Зоните с такова разминаване получават общото наименование контактни зони, а във връзка с необходимостта да бъдат отстранявани разминаванията на имоти в тях се налага през 1998 г. да бъдат издадени от Министерството на регионалното развитие и благоустройството и Министерството на земеделието, горите и аграрната реформа съвместни Указания за отстраняване на несъответствие, непълноти и грешки около строителните граници на населените места в кадастралните планове и в плановете за земеразделяне, съответно в картите на имотите в съществуващи или възстановими на терена стари реални граници.

## Кадастърът според Закона за кадастъра и имотния регистър

### Мотиви. Създаване на закона
От 13 юли 1991 г. е в сила Конституцията на Република България, приета от Великото народно събрание и обнародвана в ДВ, бр. 56 от 13 юли 1991 г., която отменя Конституцията на Народна република България, приета през 1971 г.
Законът за единния кадастър на Народна република България е приет през 1979 г. при действието на отменената вече конституция от 1971 г. и се основава на нейните принципи по отношение на правото на собственост върху недвижими имоти, а именно, че земята като средство за производство е държавна или кооперативна собственост, а гражданите могат да притежават недвижими вещи само за задоволяване на личните си нужди в ограничени от закон размери. С това той влиза в противоречие с коренно различната регламентация на отношенията на собственост в Конституцията на Република България от 1991 г. – създаването на частна собственост, отделянето на общинската собственост от държавната и изискването да се гарантира равнопоставеност на всички форми на собственост в страната.
Новите конституционни постановки по отношение на собствеността, както и възстановената собственост върху земеделските и горските земи, горите и немалко имоти в населени места, създават условия за активизиране на пазара на недвижимите имоти, което води до нарастване на нуждата от кредити и съответно – до нарастване броя на ипотеките. Изостря се потребността от максимални гаранции за сигурност на носителите на права, чрез което да се създаде и благоприятна среда за инвестиции.
По тези причини става все по-наложително да се подобри уредбата на обществените отношения, свързани с информационните основи на собствеността върху недвижими имоти, за да се развива кадастърът като база на регистрацията на недвижимата собственост с оглед на поетапното въвеждане на поземлена (имотна) регистрация по реална система в замяна на действащата персонална система на вписванията. Предпоставките за това са налице поради наличието – от една страна, на създадените вече при възстановяването на собствеността кадастрални по характера си карти и други материали и данни за поземлените имоти в практически цялата извънселищна територия, и от друга страна – съществуващите кадастрални планове на населените места. За първи път има реални условия да бъде създаден ефективен кадастър на цялата територия на България, без основната информация да се дели ведомствено по отделни фондове.
Първоначално са подготвени отделни законопроекти – за кадастъра от Министерството на регионалното развитие и благоустройството и за поземления регистър от Министерството на правосъдието. Впоследствие те са обединени и в Министерския съвет е внесен от двете министерства проект на Закон за кадастъра и поземления регистър. Той е приет от XXXVIII народно събрание на 12 април 2000 г. с променено наименование – Закон за кадастъра и имотния регистър, и е обнародван в ДВ, бр. 34 от 25 април 2000 г. Законът влиза в сила от 1 януари 2001 г., с изключение на чл. 4 и чл. 10 – 22, които влизат в сила от деня на обнародването.

### Общи положения
Този закон урежда организацията, 'финансирането, създаването, воденето и ползването на кадастъра и имотния регистър.

#### Определение на понятието „кадастър“
Съгласно закона, кадастър е съвкупността от основни данни за местоположението, границите и размерите на недвижимите имоти на територията на Република България, които са набирани, представяни, поддържани в актуално състояние и съхранявани по установен от този закон ред.
Освен основните данни, кадастърът обхваща и данни за правото на собственост върху недвижимите имоти, данни за другите вещни права върху недвижимите имоти, данни за държавните граници, границите на административно-териториалните единици, землищните граници и границите на територии с еднакво трайно предназначение.
Данните се нанасят върху кадастрална карта и се записват в кадастрални регистри.
Кадастралната карта и кадастралните регистри се изработват за цялата територия на Република България, определена от държавните ѝ граници.
Данните в кадастъра са доказателство за обстоятелствата, за които се отнасят, до доказване на противното.

#### Имотен регистър
Имотният регистър се състои от партидите на недвижимите имоти. В имотния регистър се вписват актовете, с които се признава или прехвърля правото на собственост или се учредява, прехвърля, изменя или прекратява друго вещно право върху недвижими имоти, възбраните и ипотеките върху тях, както и други действия, обстоятелства и юридически факти, за които закон предвижда вписване.
Воденето и съхраняването на имотния регистър се урежда от министъра на правосъдието с наредба.

#### Институции
Кадастърът се създава, поддържа и съхранява от Агенцията по геодезия, картография и кадастър (до изменението на закона в ДВ, бр. 29 от 2006 г. – Агенцията по кадастъра) към министъра на регионалното развитие и благоустройството. Министърът на регионалното развитие и благоустройството упражнява ръководство и контрол по цялостната дейност във връзка с кадастъра.
Имотният регистър се води и съхранява от Агенцията по вписванията към министъра на правосъдието.

#### Двустранна връзка
Кадастърът и имотният регистър са свързани чрез двустранна връзка въз основа на идентификатора на недвижимите имоти.
Основните данни за недвижимите имоти в имотния регистър се получават от кадастъра. Данните за правото на собственост и другите вещни права върху недвижимите имоти в кадастъра се получават от имотния регистър.

#### Информационни системи
За кадастъра и имотния регистър се създават компютъризирани информационни системи, които са свързани помежду си.

#### Публичност
Кадастърът и имотният регистър са публични.
За нанасяне в кадастъра и за справки и услуги се заплащат такси в размери, определени с тарифа, одобрена от Министерския съвет.
За вписване в имотния регистър и за справки и услуги се заплащат такси в размери, определени с тарифа, одобрена от Министерския съвет.

#### Финансиране
Финансирането на дейностите по създаването, поддържането и съхраняването на кадастъра и на имотния регистър се осъществява основно чрез субсидия от бюджета съответно на Министерството на регионалното развитие и благоустройството и Министерството на правосъдието, както и с такси по закона и др.

### Агенция по геодезия, картография и кадастър
Агенцията по геодезия, картография и кадастър е изпълнителна агенция, която е юридическо лице със седалище София и със служби по геодезия, картография и кадастър в административните центрове на областите.
Службите по геодезия, картография и кадастър са териториални звена на Агенцията по геодезия, картография и кадастър.
Законът определя функциите на агенцията, включително на териториалните ѝ звена, и разпорежда дейността, структурата, организацията на работа и съставът на агенцията и на службите по геодезия, картография и кадастър да бъдат определени с устройствен правилник, приет от Министерския съвет по предложение на министъра на регионалното развитие и благоустройството.
Агенцията е създадена през 2000 г., след приемането от Министерския съвет с ПМС № 169 от 14 август 2000 г. и обнародването в ДВ, бр. 69 от 22 август 2000 г. на Устройствения правилник на Агенцията по кадастъра.
Агенцията по кадастъра е преобразувана в Агенция по геодезия, картография и кадастър чрез изменението на Закона за кадастъра и имотния регистър с § 7 от Преходните и заключителни разпоредби на Закона за геодезията и картографията (обн., ДВ, бр. 29 от 7 април 2006 г.).

### Правоспособни лица
Дейности по кадастъра могат да изпълняват – освен Агенцията по геодезия, картография и кадастър, и лица, получили правоспособност по кадастър при условията и по реда на Закона за кадастъра и имотния регистър. Агенцията възлага (по реда на Закона за обществените поръчки – ЗОП) на такива правоспособни лица изпълнението на дейности по създаване на кадастрална карта и кадастрални регистри.
Собственик или друго заинтересувано лице може да възложи и на правоспособно лице изработването на проект за изменение на кадастралната карта и кадастралните регистри на поземлени имоти и сгради, схеми на самостоятелни обекти в сгради, проекти за разделяне и обединяване на недвижими имоти, комбинирани скици за пълна или частична идентичност на границите на поземлен имот, кадастрална карта и кадастрални регистри за отделен имот или за група имоти.
Правоспособно лице може да бъде физическо или юридическо лице при определени от закона условия и задължения. То е длъжно да се застрахова за времето на своята дейност по този закон за вредите, които могат да настъпят вследствие на виновно неизпълнение на неговите задължения, както и на задълженията на негови служители.
Правоспособността се придобива от момента на вписването в съответен регистър, а се загубва при посочени в закона обстоятелства и условия. Регистрите на правоспособните лица са публични. Редът за водене на регистрите е определен с наредба, издадена от министъра на регионалното развитие и благоустройството.